# ديفيد إي. هايدن
ديفيد إي. هايدن (بالإنجليزية: David E. Hayden)‏ هو عسكري أمريكي، ولد في 2 أكتوبر 1897 في فلورنس في الولايات المتحدة، وتوفي في 18 مارس 1974.